# Булохов, Алексей Данилович
Алексей Данилович Булохов (род. 2 ноября 1939, с. Мужиново, Брянская область) — советский и российский ботаник, специалист в области науки о растительности, доктор биологических наук, профессор, заведующий кафедрой биологии Брянского государственного университета им. акад. И.Г. Петровского. Заслуженный работник высшей школы Российской Федерации. Почётный член Русского ботанического общества (РБО). Председатель Брянского отделения РБО. Академик Российской экологической академии (РЭА). Член редакционного совета Общероссийского геоботанического журнала «Растительность России» (Ботанический институт им. В. Л. Комарова РАН). Главный редактор научного журнала "Разнообразие растительного мира" (Брянский государственный университет им. акад. И.Г. Петровского).

## Биография
Алексей Булохов родился 2 ноября 1939 г. В 1964 году закончил естественно-географический факультет педагогического института в г. Новозыбков. В 1972 году окончил аспирантуру Московского педагогического государственного института им. В.И. Ленина, защитив кандидатскую диссертацию на тему «Лесная растительность водоразделов юго-западной части Брянско-Жиздринского полесья (в пределах Брянской области)». В 1976 г. после переезда Новозыбковского пединститута в Брянск возглавил естественно-географический факультет.
В 1987 году А.Д. Булохов становится заведующим кафедрой ботаники.
В 1992 году в Московском государственном университете им. М.В. Ломоносова защитил докторскую диссертацию на тему «Синтаксономия как основа ботанико-географического анализа флоры и охраны растительности (на примере южного Нечерноземья)», научным консультантом по которой стал выдающийся российский фитоценолог, доктор биологических наук, профессор, Заслуженный деятель науки РФ и Республики Башкортостан Б. М. Миркин. В 1993 году присвоено звание профессора.
Под руководством А.Д. Булохова сложилась признанная в России научная школа геоботаники и флористики. Под его руководством проводятся флористические и геоботанические исследования в Южном Нечерноземье России, итогом которых стала база данных по флоре и растительности разных типов в этом регионе, а также Гербарий Брянского госуниверситета, издание в 1998 году «Определителя растений Юго-Западного Нечерноземья России» в соавторстве с Э.М. Величкиным, Красной книги Брянской области - в 2016 г. и нескольких монографий по растительности в Центральной России.
Куратор Гербария Брянского государственного университета им. акад. И.Г. Петровского (BRSU). Организатор и председатель Брянского отделения Русского ботанического общества.

## Награды
- Отличник просвещения СССР (1980 г.)
- Орден Трудового Красного Знамени (1989 г.)
- Заслуженный учёный Брянской области (2009 г.)
- Почётное звание «Заслуженный работник высшей школы Российской Федерации» (2010 г.)
- Почётный работник высшего профессионального образования (2000 г.)
- Медаль «150-летие со дня рождения В. И. Вернадского» (2014 г.)
- Медаль «За вклад в развитие города Брянска» (2017 г.)
- Почетный член Русского ботанического общества (2018 г.)

## Основные труды
- Булохов А. Д. Травяная растительность Юго Западного Нечерноземья России. — Брянск, 2001. — 296 с.
- Булохов А. Д. Эколого-флористическая классификация лесов Южного Нечерноземья России / А. Д. Булохов, А. И. Соломещ. — Брянск, 2003. — 359 с.
- Булохов А. Д., Харин А. В. Растительный покров Брянска и его пригородной зоны: (синтаксономия и мониторинг) / под ред. Л. М. Ахромеева. — Брянск: РИО БГУ, 2008. — 311 с.
- Булохов А. Д. Типология лугов Брянской области. — Брянск: «Курсив», 2009. — 218 с.
- Булохов А. Д., Семенищенков Ю. А., Панасенко Н. Н., Анищенко Л. Н., Аверинова Е. А., Федотов Ю. П., Харин А. В., Кузьменко А. А., Шапурко А. В. Зелёная книга Брянской области (растительные сообщества, нуждающиеся в охране) / под. ред. А.Д. Булохова. — Брянск: ГУП «Брянское областное полиграфическое объединение», 2012. — 144 с.
- Красная книга Брянской области / ред. А. Д. Булохов, Н. Н. Панасенко, Ю. А. Семенищенков, Е. Ф. Ситникова. — 2-е изд. — Брянск : Изд-во БГУ, 2016. — 432 с. — 1000 экз. — ISBN 978-5-9734-0254-9.
- Булохов А. Д. Величкин Э. М. Определитель растений Юго-Западного Нечерноземья России (Брянская, Калужская, Смоленская области) 2-е изд., перераб. и доп. — Брянск, 1998. — 380 с.
- Булохов А. Д. Антропогенная растительность Брянской области / А. Д. Булохов, И. М. Ивенкова, Н. Н. Панасенко. — Брянск: РИСО БГУ, 2020. — 308 с.
- Булохов А. Д. Разнообразие и динамика травяной растительности поймы реки Десны / Булохов А. Д., Семенищенков Ю. А., Панасенко Н. Н., Харин А. В., Ахромеев Л. М.. — Брянск: РИСО БГУ, 2021. — 240 с.
- Растительный покров Средней России (библиография научной школы профессора А. Д. Булохова) / Сост. Ю. А. Семенищенков, Н. Н. Панасенко, А. В. Харин. – Брянск: РИСО БГУ, 2019. – 84 с.